# Paranocaracris granosus
Paranocaracris granosus är en insektsart som beskrevs av Leo L. Mishchenko 1951. Paranocaracris granosus ingår i släktet Paranocaracris och familjen Pamphagidae. Inga underarter finns listade i Catalogue of Life.